# 通正
通正（つうせい）は、五代十国時代の十国のひとつ前蜀において王建の治世で用いられた元号。916年。

## 西暦・干支との対照表
| 通正 | 元年  |
| 西暦 | 916年 |
| 干支 | 丙子  |

| 前の元号 永平 | 中国の元号 前蜀（五代十国時代） | 次の元号 天漢 |